# César Sauvan Viana de Lima
César Sauvan Viana de Lima, primeiro e único Barão de Jauru GCC (São Paulo, 1824 — Dresden, 14 de outubro de 1897) foi um diplomata brasileiro.
Estudou na Europa e entrou para a carreira diplomática em 1850. Serviu em diversas legações, entre elas Viena, Buenos Aires e Berlim.
Agraciado barão em 11 de janeiro de 1873, recebeu diversas condecorações, era Dignitário da Imperial Ordem da Rosa, Grã-Cruz da Ordem Militar de Cristo de Portugal, entre outras.